# 다노우라촌
다노우라촌(田野浦村)은 히로시마현 도요타군에 설치되었던 촌이다. 현재의 미하라시에 해당한다.